# Porvoo (Verwaltungsgemeinschaft)

Lage der Verwaltungsgemeinschaft Porvoo in Finnland

Die Verwaltungsgemeinschaft Porvoo (finnisch Porvoon seutukunta) ist eine von vier Verwaltungsgemeinschaften (seutukunta) der finnischen Landschaft Uusimaa. Zu ihr gehören die folgenden vier Städte und Gemeinden:
- Askola
- Myrskylä
- Porvoo
- Pukkila

Bis zum 31. Dezember 2010 bildete die Verwaltungsgemeinschaft Porvoo eine der beiden Verwaltungsgemeinschaften der Landschaft Ostuusimaa.